# Genderově neutrální jazyk
Genderově neutrální jazyk (nebo také genderově citlivý jazyk) je jazyk, který se vyhýbá odkazům na určité pohlaví s cílem podporovat inkluzivitu a rovnost v jazyce. Zahrnuje například vyhýbání se generickému maskulinu nebo používání slov a frází, které se vyhýbají genderovým stereotypům a diskriminaci. Genderově neutrální jazyk má za cíl neposilovat genderové normy, ale naopak je zpochybňovat. Využívá proto slova, která respektují rozmanitost genderových identit. Cílem je vyhnout se používání slov, která by mohla být považována za diskriminující nebo ponižující a implikaci toho, že je jedno pohlaví (nebo gender) vnímáno jako jediné normální.

## Prvky genderově neutrálního jazyka

### V češtině
V českém jazyce se snaha o genderově neutrální jazyk projevuje například vyhýbáním se genderovým stereotypům (například „brečí jako malá holka“ nebo „být zženštilý“). Při označování profesí se genderově neutrální jazyk vyhýbá přisuzování profesí konkrétnímu pohlaví/genderu – např. místo „učitelský sbor“ místo „učitelé“. V českém jazyce pro většinu profesí neexistuje genderově neutrální označení. V takovém případě lze v genderově neutrálním jazyce využít mužskou i ženskou variantu vedle sebe – například „vědec a vědkyně“, „policista a policistka“, „lékař a lékařka“, „právník a právnička“, „starostky a starostové“ apod. V genderově neutrálním jazyce se pro účely potírání generického maskulina také využívají podstatná jména hromadná, např. „studentstvo“ místo „studenti“, „čtenářstvo“ místo „čtenáři“ nebo „žactvo“ místo „žáci“. Někteří lidé ve snaze o genderově neutrální jazyk a vyhýbání se generickému maskulinu používají na konci přísudku i a y zároveň – například „šli/y domů“ nebo „šli*y domů“, kde hvězdička označuje všechny genderové identity na rozdíl od lomítka, které jen odděluje mužskou a ženskou část.

### V dalších jazycích
V některých jazycích, jako je angličtina, je možné docílit genderově neutrálního jazyka také používáním zájmen neodkazujících na konkrétní pohlaví – pokud se mluví či píše o osobě, jejíž pohlaví není známo nebo není relevantní, je v genderově neutrálním jazyce považováno za inkluzivnější používat zájmeno „oni“ místo „on“ nebo „ona“. To ale v některých jazycích, jako je čeština, může pozměnit význam sdělení. V českém jazyce se tento způsob využívá jen zřídka, a to například pro označování nebinárních osob.

## Kritika
Kritici genderově neutrálního a citlivého jazyka kritizují jeho nesrozumitelnost, nepraktičnost či nečtivost.[ve zdroji nenalezeno] Některé varianty se nemusejí hodit pro texty s omezených rozsahem, mohou snížit srozumitelnost, čtivost nebo poutavost textu. Používání hvězdičky mezi „y*i“ může být v textu matoucí a nepřehledné. Používání výrazů zastupujících jak mužské, tak ženské pohlaví může způsobovat, že je text delší a hůře se čte.[zdroj?]